# داركس المدمر
داركس المدمر هي شخصية خيالية ظهرت في مارفل كومكس.الشخصية من ابتكار جيم ستارلين.قام ديف باتيستا بدور دراكس المدمر في أفلام مارفل.